# Dusona ternata
Dusona ternata là một loài tò vò trong họ Ichneumonidae.